# Maniglia (porta)
(Le Corbusier, 1927)
La maniglia, solitamente, è un accessorio che in collegamento con una serratura permette di aprire e chiudere una porta.

## Descrizione

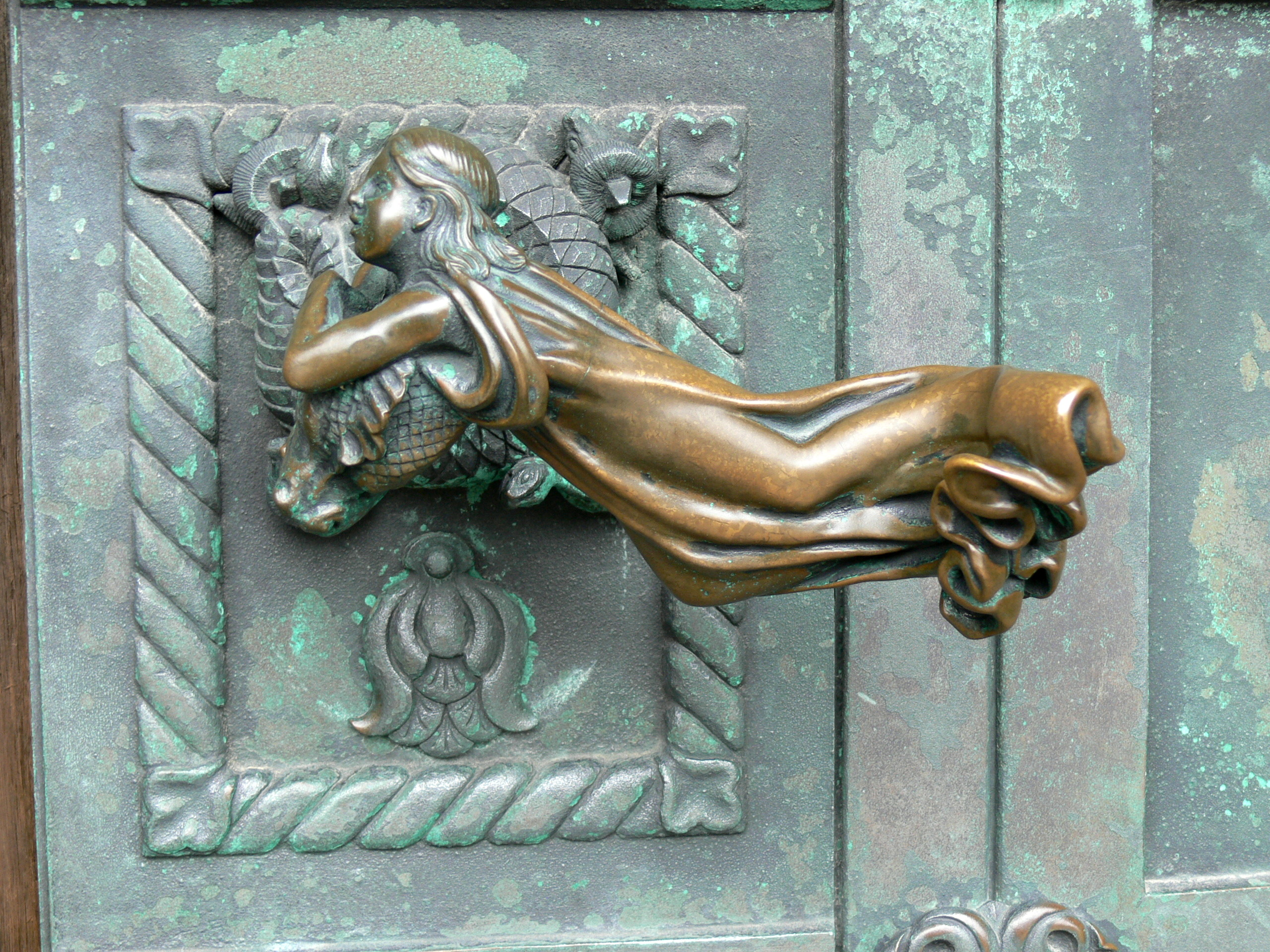
Cattedrale di Ribe, portale: maniglia della porta a forma di ragazza (1904) di Anne Marie Carl-Nielsen

Una maniglia serve generalmente ad aprire e a chiudere una porta o uno sportello, per espletare questo compito ha cava interna a sezione quadrata che alloggia un perno quadrato, il quale attraversando la serratura genera, quando azionato, l'apertura della porta. La molla presente nella serratura, o una molla aggiuntiva vincolata alla maniglia fa sì che la maniglia ritorni nella posizione d'origine ogni qualvolta venga ruotata e rilasciata. Le maniglie possono essere montate senza rosetta o su rosetta con profilo rotondo o quadrato con misure che sia aggirano intorno ai 50mm oppure montate su piastre dal profilo tendenzialmente rettangolare che solitamente misurano 40mm di larghezza e 270mm di lunghezza. Tutte queste misure sono indicative in quanto il gusto ed il design portano a non avere standard troppo restrittivi nella progettazione di questi accessori decorativi. La costruzione di questi accessori d'arredamento può essere eseguita in una grande varietà di materiali: ottone, acciaio inox, ferro battuto, vari tipi di plastiche, il tutto in abbinamento con vetro, porcellana, ceramica, legno, cuoio.

## Tipi

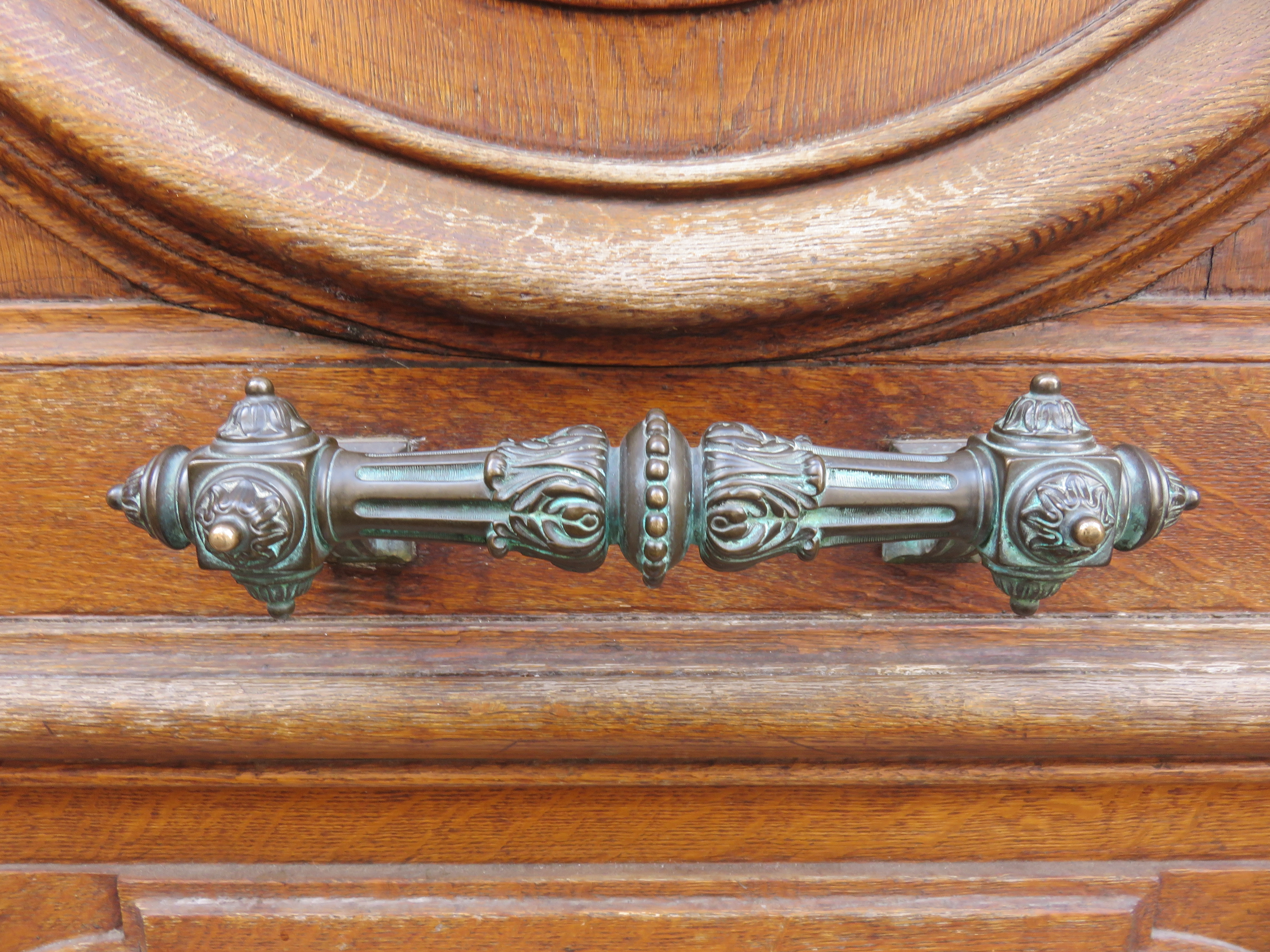
Dettaglio della porta della villa Jurietti, rue Hubert Colombier, a Vichy (Allier, Francia).

Innanzitutto bisogna precisare che al mondo esistono diversi standard: Europeo, Tedesco, Scandinavo, Canado-Americano ed Australiano ed altri minori o in disuso. In Italia è utilizzato quasi esclusivamente lo standard Europeo.
- Il tipo più comune e riconosciuto di maniglia è la maniglia a leva che si può trovare montata sulle porte interne in edifici residenziali, commerciali o pubblici. La maggior parte delle volte è abbinata ad una serratura che permette di aprire e chiudere la porta e di bloccarla mediante una chiave.
- La maniglia da bagno viene utilizzata sulle porte dei bagni e permette tramite un accessorio di bloccare la serratura quando si è all'interno del bagno, ma altresì deve permettere lo sblocco della serratura dall'esterno nel qual caso si debba verificare un'emergenza. Lo sblocco può essere effettuato con una moneta o una apposita chiave. Questa combinazione viene montata quasi esclusivamente sulle porte interne dei bagni commerciali o pubblici.
- La maniglia di trascinamento o semplicemente detto maniglione, ha una forma di U e viene montata verticalmente o orizzontalmente su portoni e si aprono con la sola spinta oppure tirandoli verso l'utilizzatore. In scala ridotta possono venire montati anche su mobili.
- La maniglia antipanico montata su porte antincendio serve per aprire, con una semplice spinta dall'interno verso l'esterno. Si installa su porte di luoghi pubblici o commerciali con grandi affluenze di persone. Le porte e le maniglie antipanico rientrano in una stringente certificazione italiana ed internazionale.UNI EN[4]

## Caratteristiche
La gamma di prodotti in commercio soddisfa tutti i tipi di installazione comprese quelle che gestiscono gli accessi dotati di serratura elettronica gestibile in remoto o attraverso carte magnetiche. Le maniglie devo essere ben visibili e facilmente utilizzabili in caso di necessità, ma devono anche seguire un design funzionale ed attento alle tendenze estetiche dettate dai vari stili di arredamento entro i quali inserire il prodotto. La sicurezza è definita da precise norme che in Europa sono armonizzate dalla marcatura CE, in conformità alle norme europee EN 1125 (per i dispositivi antipanico) e EN 179 (per i dispositivi di emergenza). Per quanto invece riguarda il montaggio di maniglie in un ambiente domestico non esistono norme CE applicabili.

## Galleria d'immagini

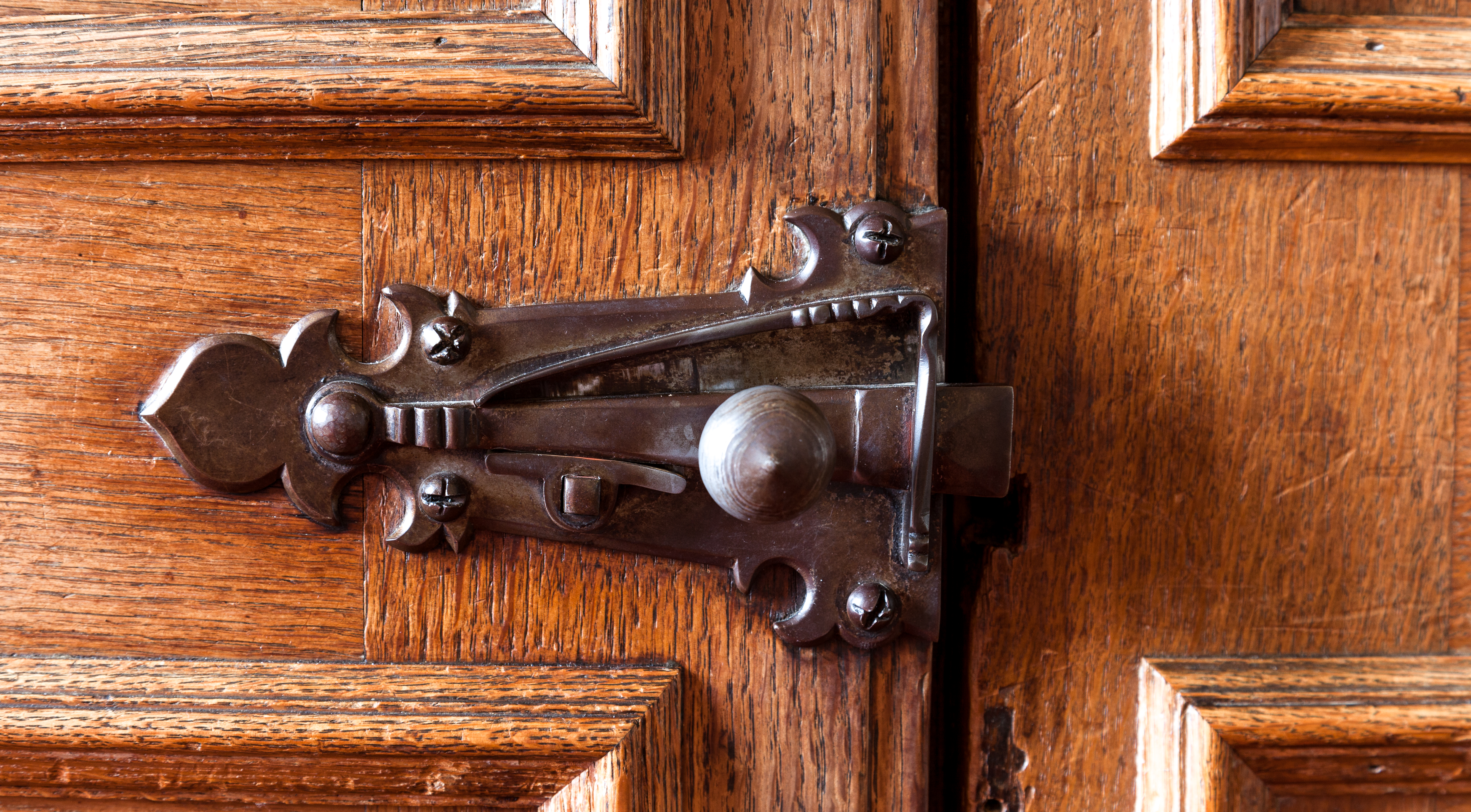
Chiusura della porta a Madingley Hall, Cambridgeshire
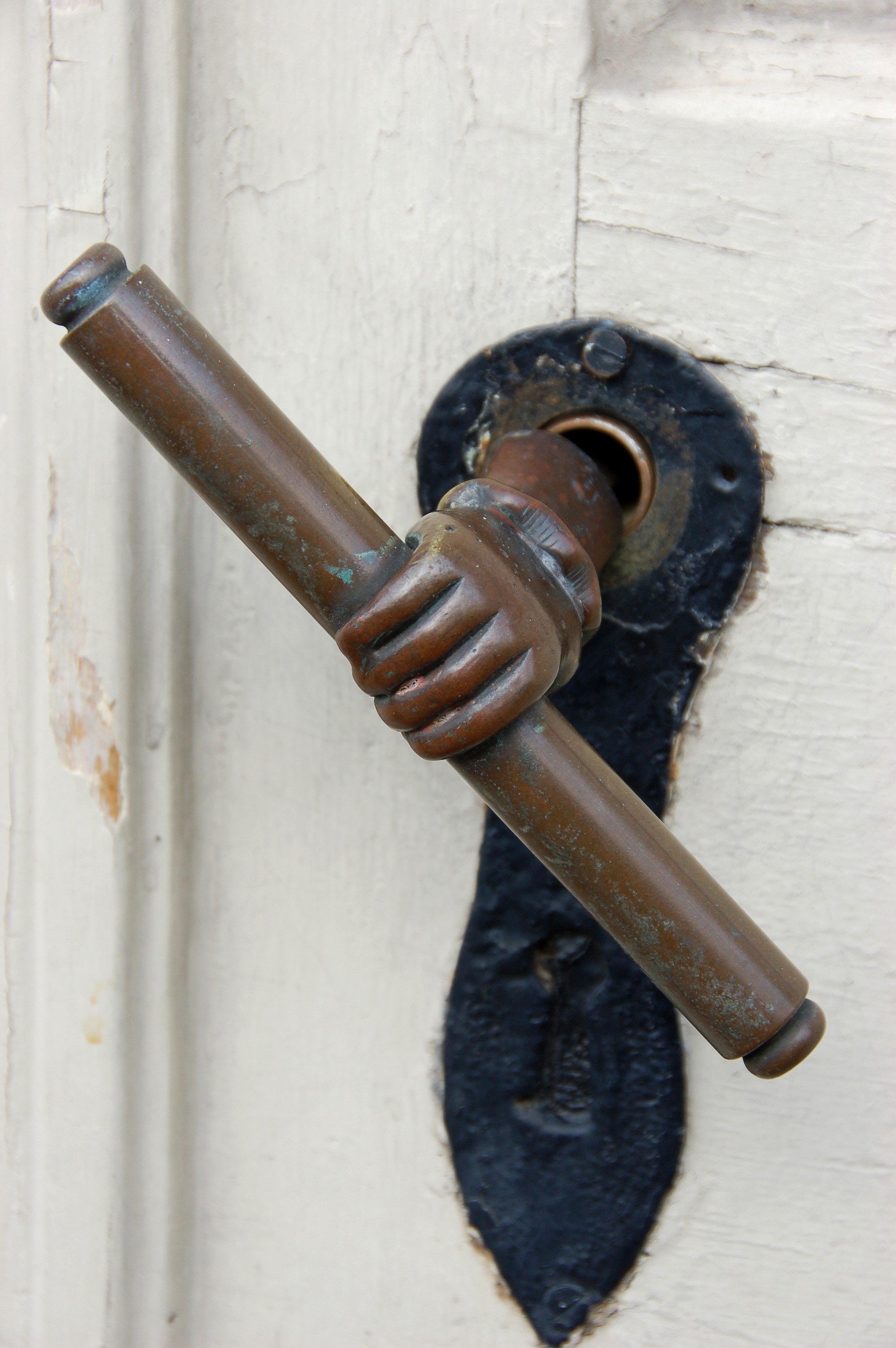
Maniglia della porta decorata su una chiesa della Moravia
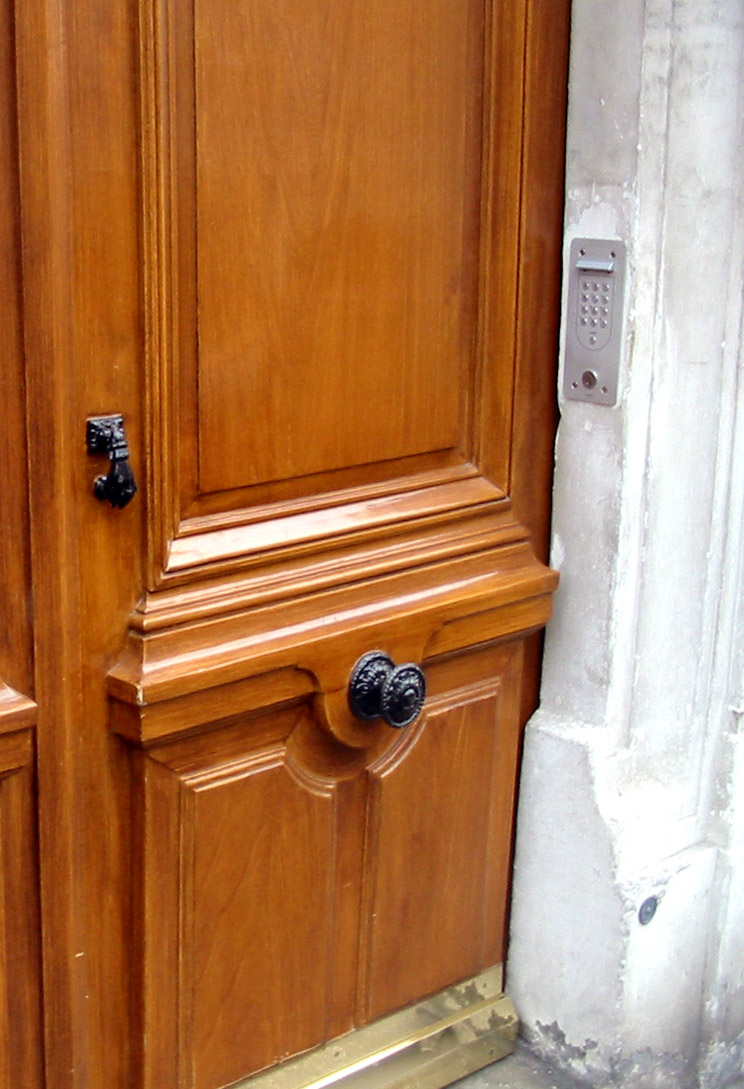
Una maniglia al centro di una porta a Parigi
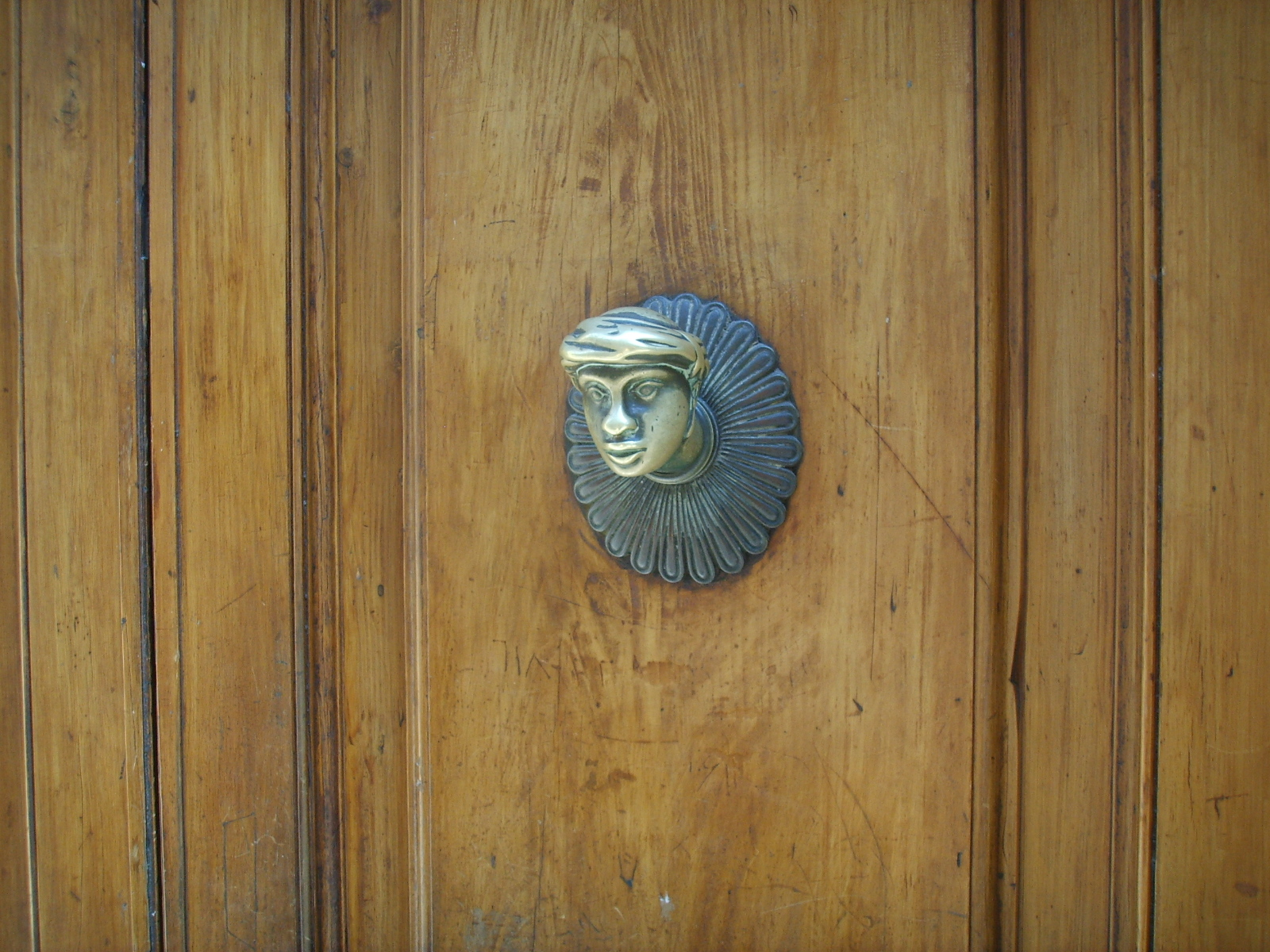
Pomolo a testa, Firenze
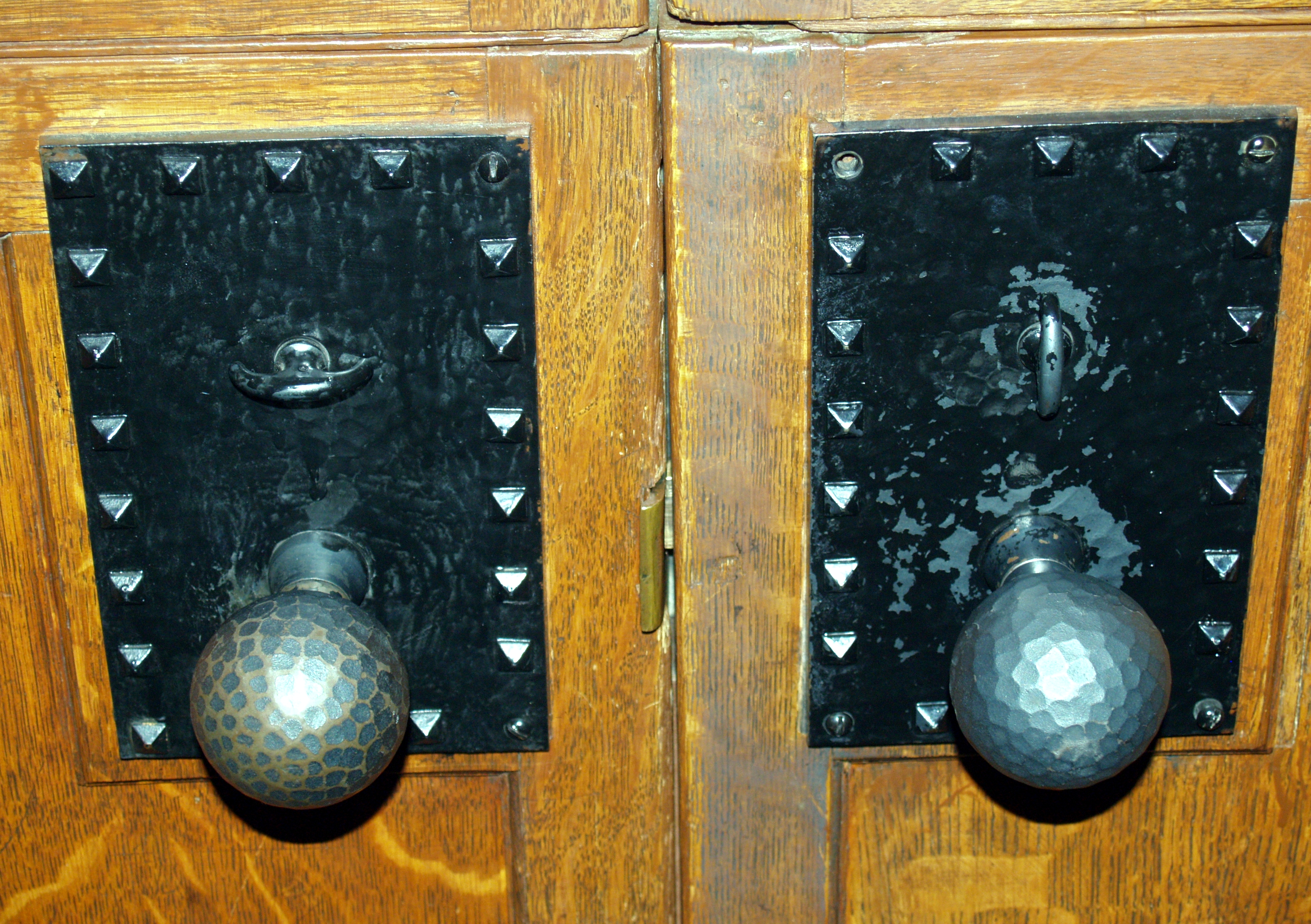
Le maniglie delle porte del castello di Glen Eyrie a Colorado Springs
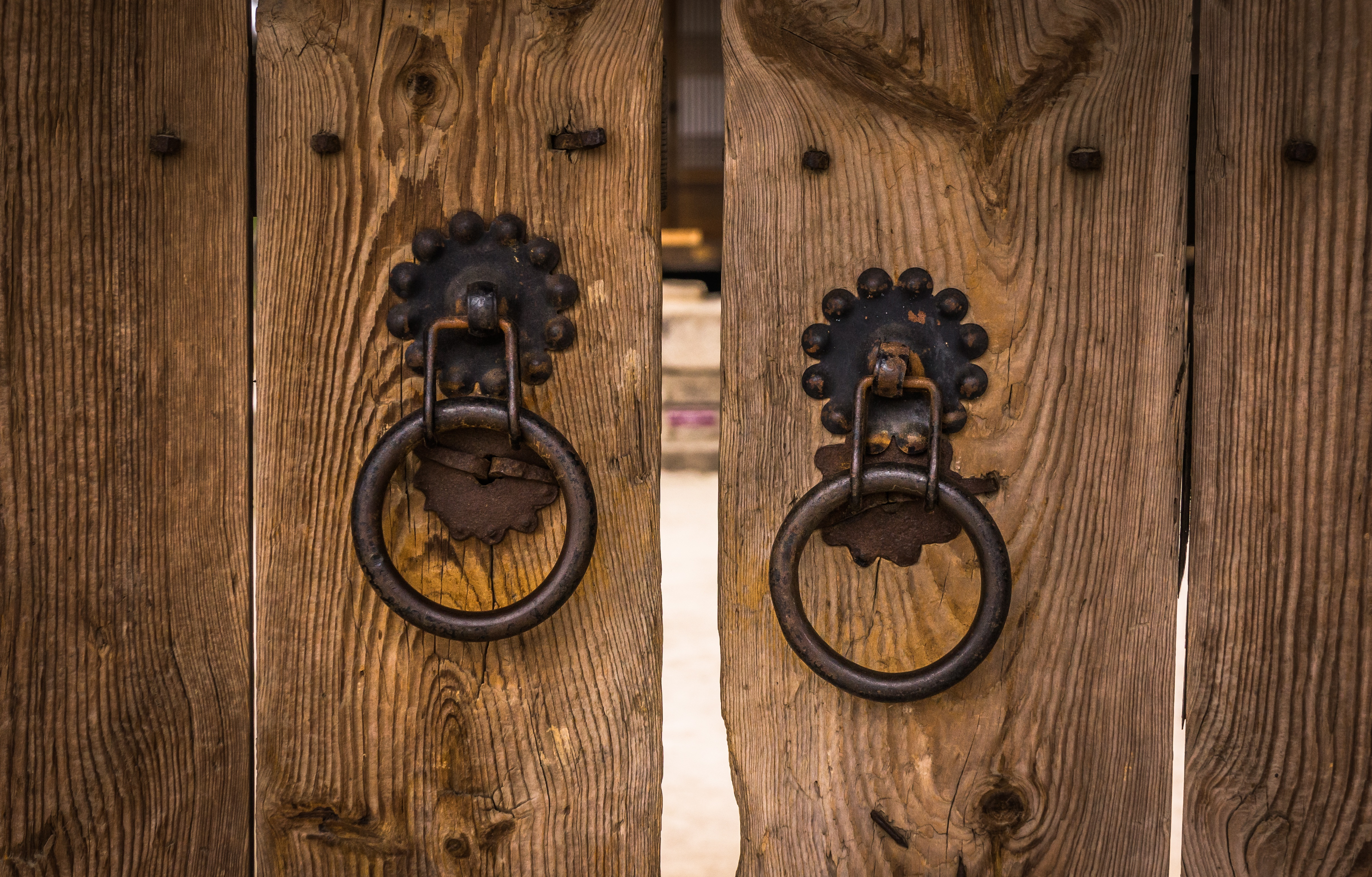
Maniglie per porte tradizionali in Corea
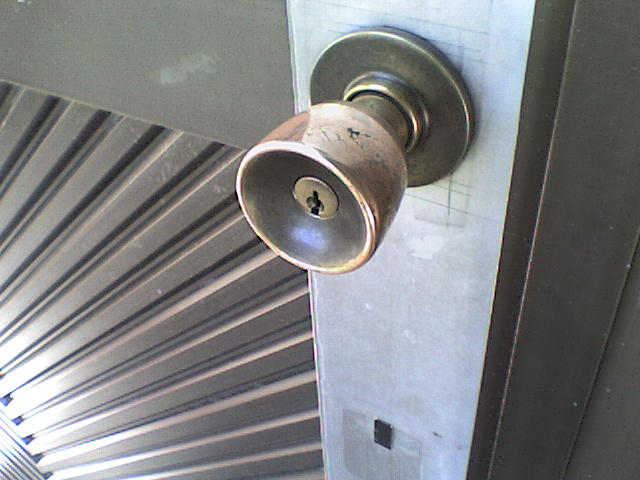
Una maniglia della porta dell'azienda Schlage
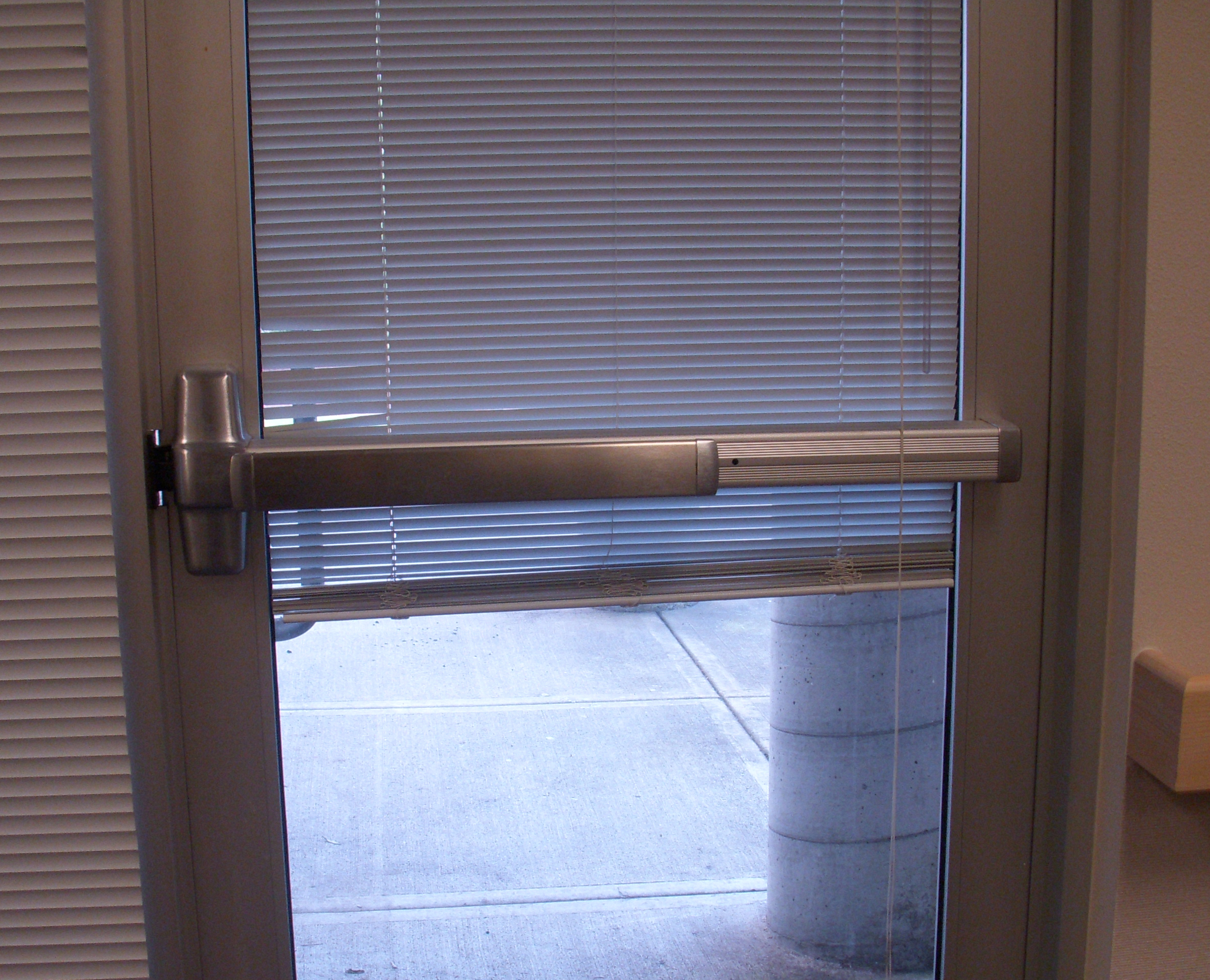
Maniglia "antipanico" installata su una porta esterna in vetro
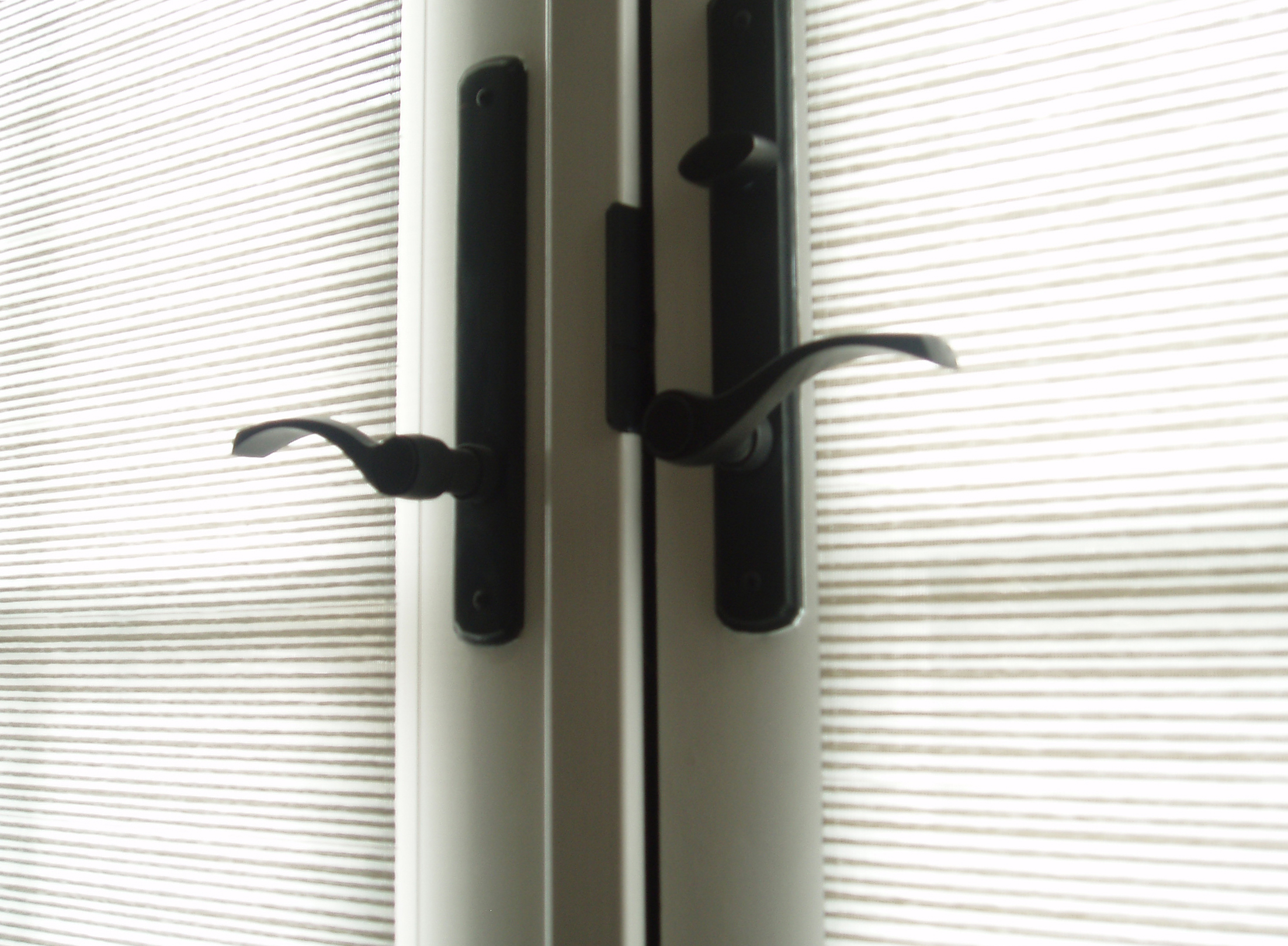
Maniglia per porta a leva
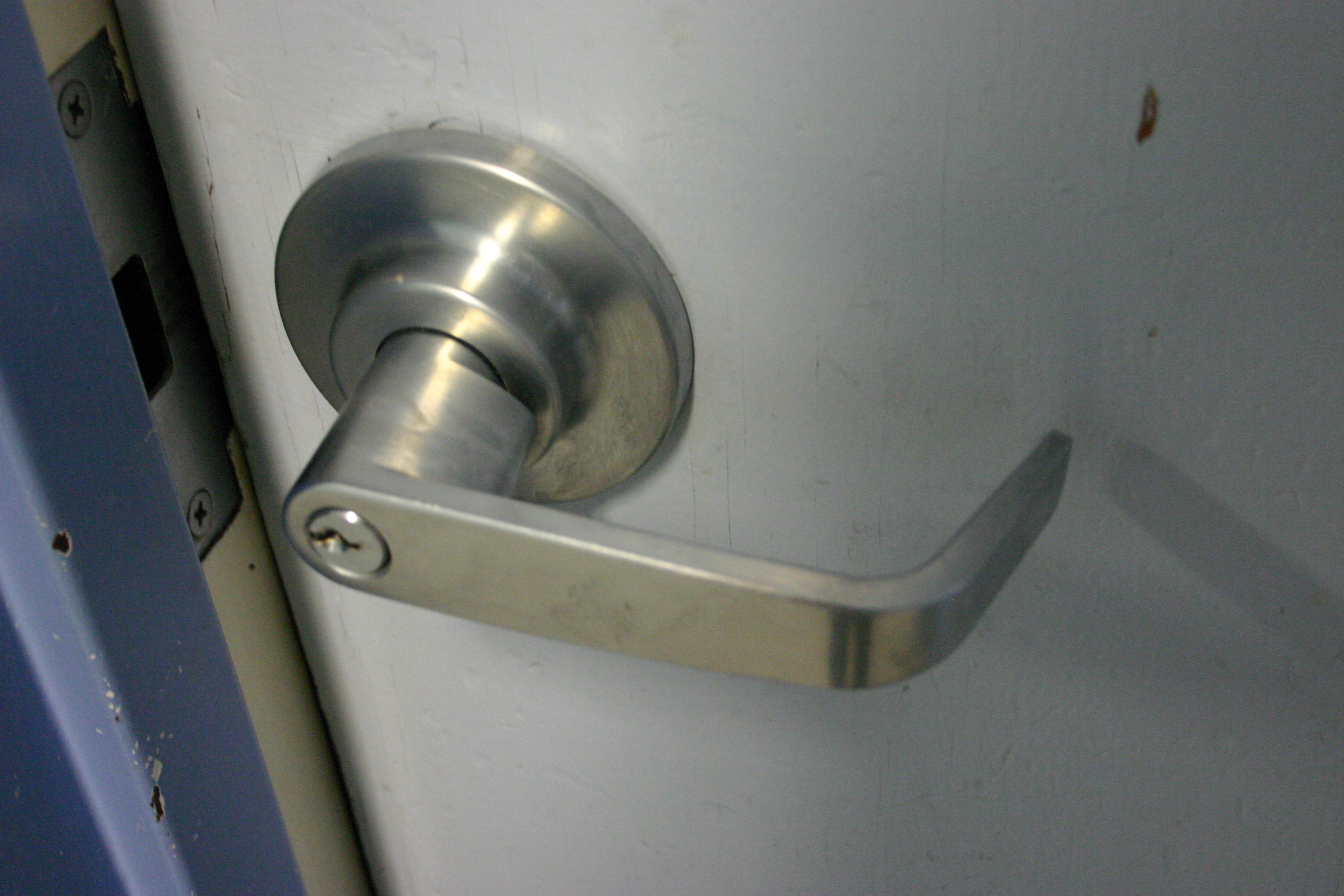
Maniglia per porta a leva per uso commerciale
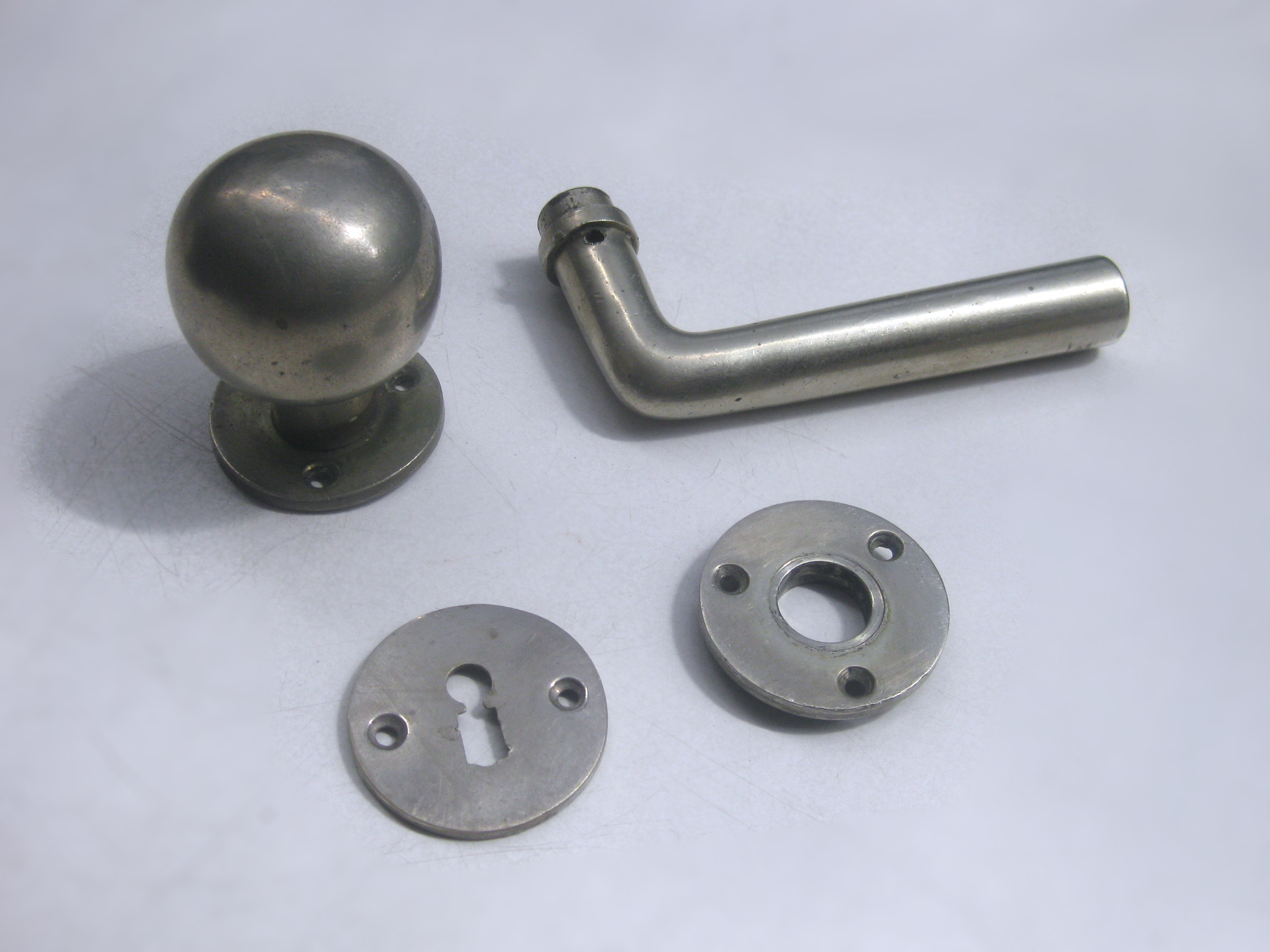
Maniglie per porte disegnate da Ferdinand Kramer, 1925
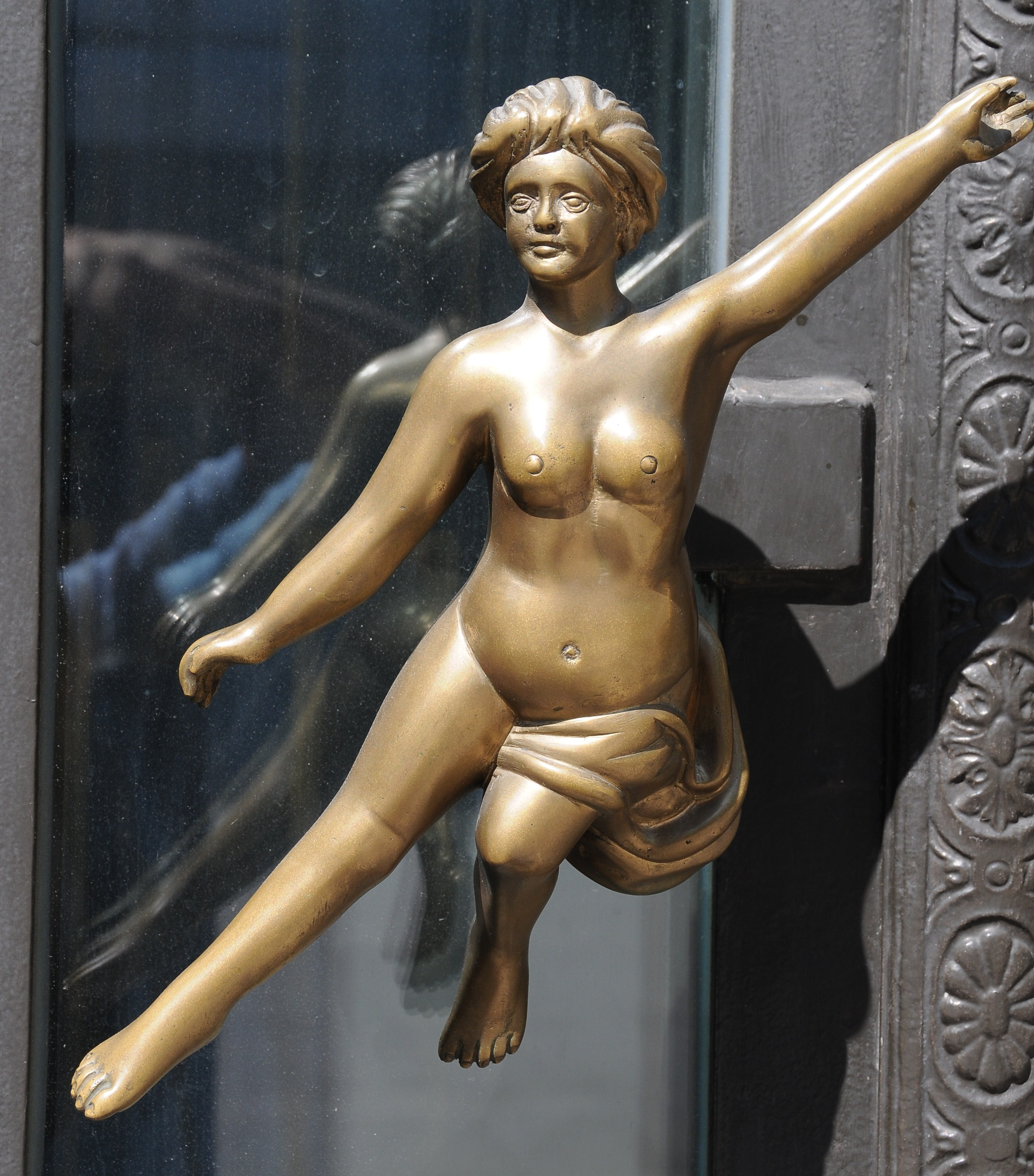
Una maniglia della porta in Theatro Circo, Braga, Portogallo
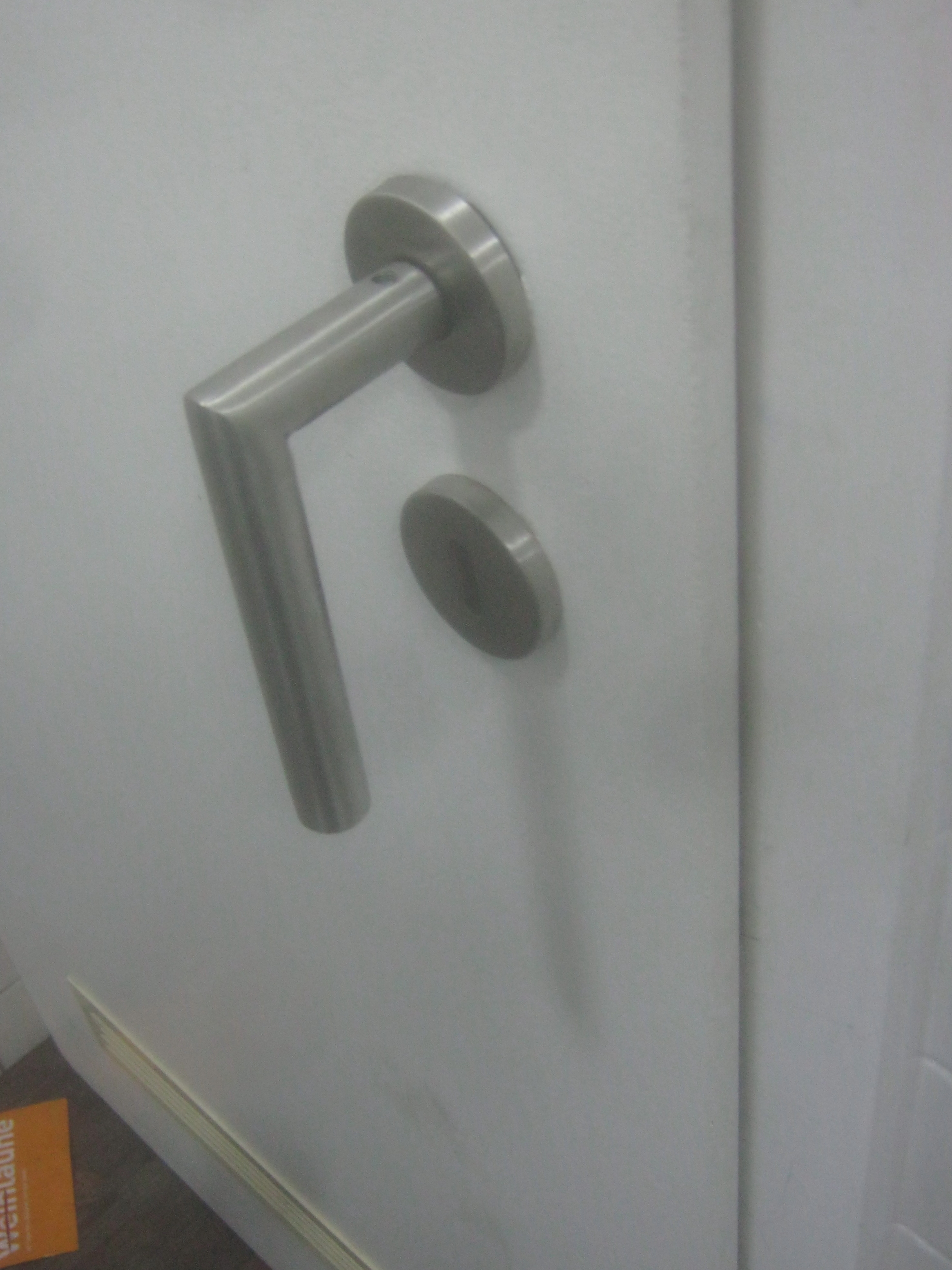
Una maniglia della porta installata in modo errato in una locanda a Stoccarda, Baden-Württemberg, Germania
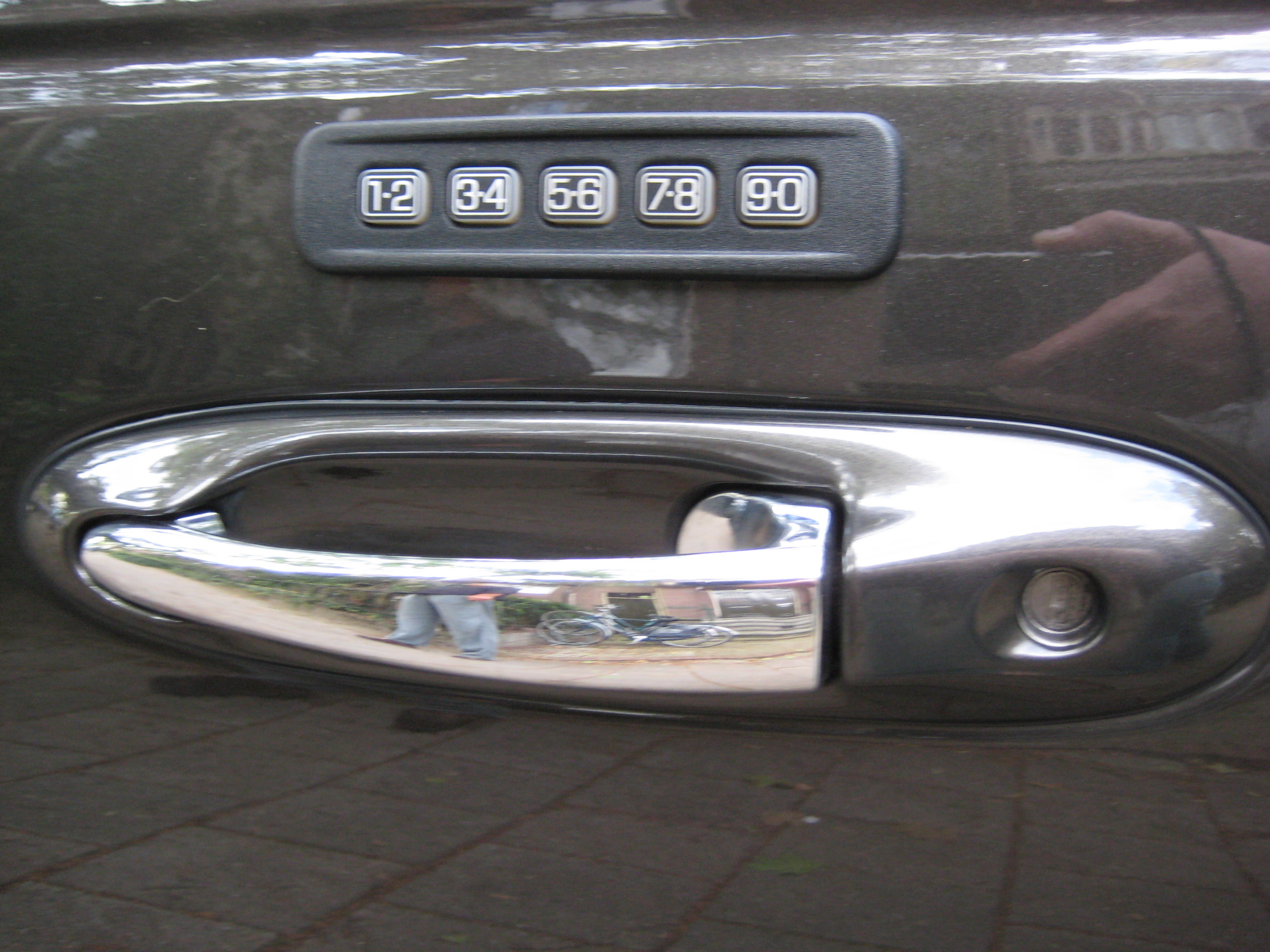
Maniglia esterna della porta di una Lincoln Town Car del 1998, dotata di serratura digitale
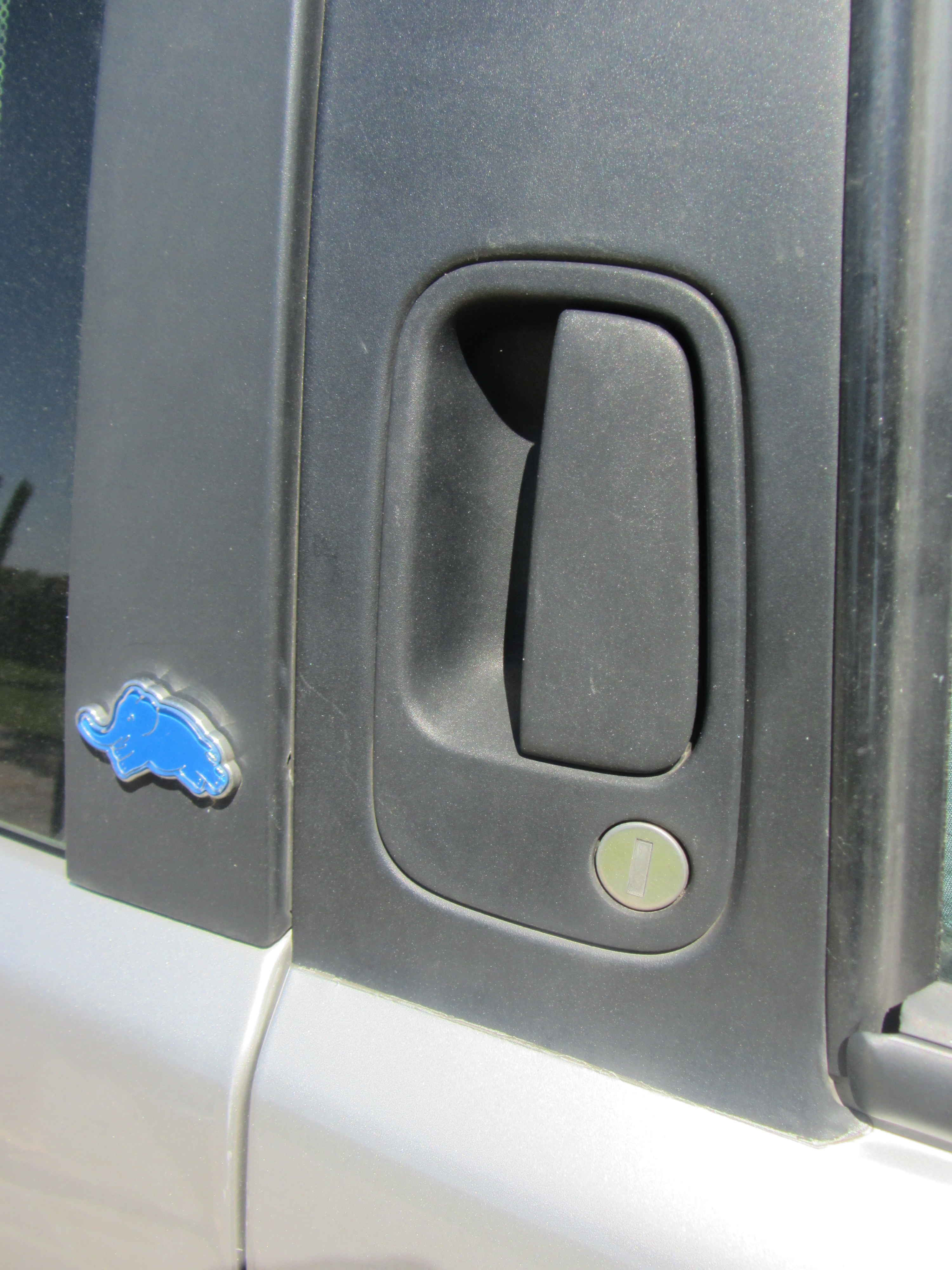
Maniglia esterna della porta di una Lancia Y del 1996, nascosta sul montante B
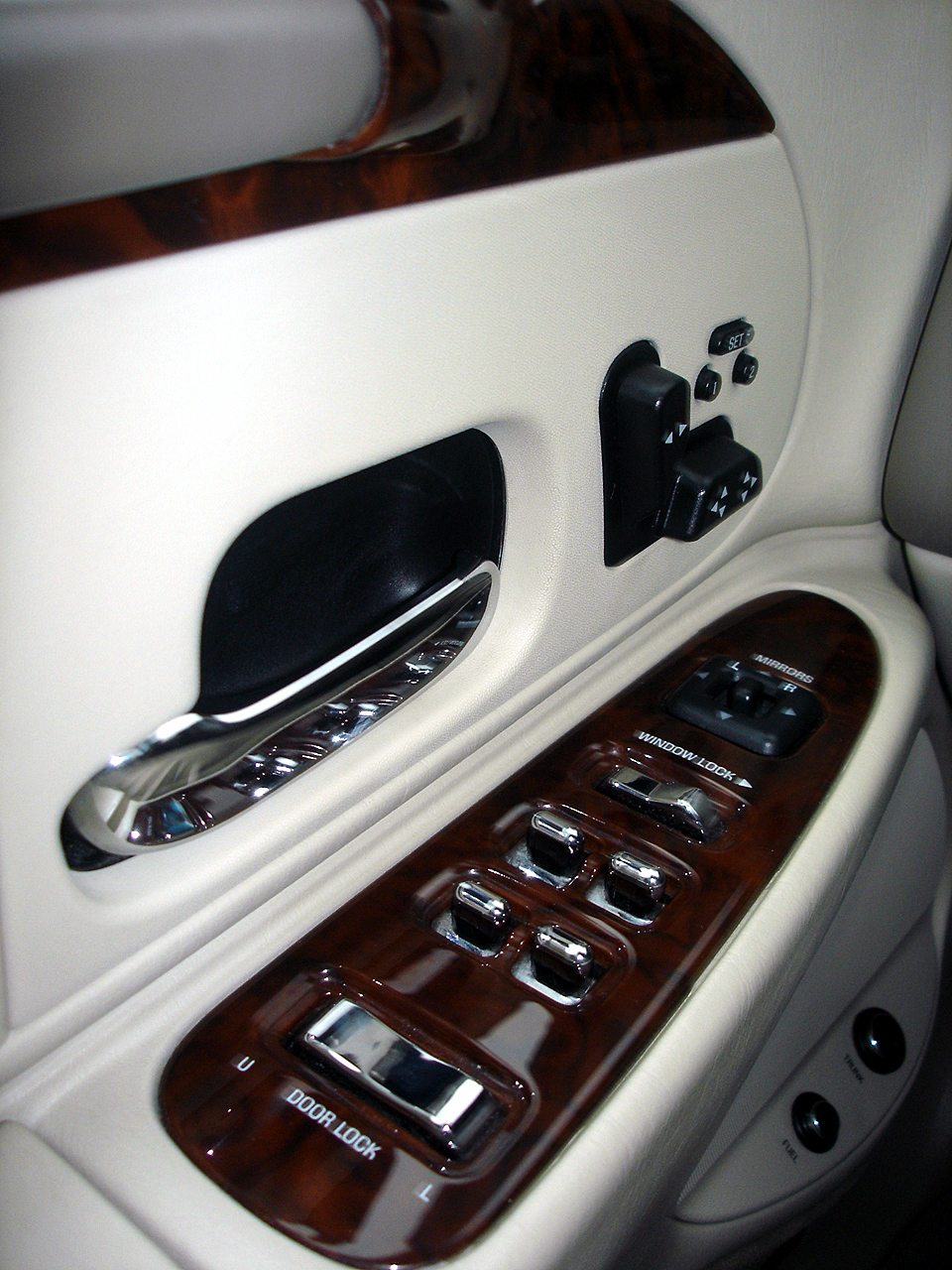
Pannello interno della portiera di una Lincoln Town Car del 1998, caratterizzato da una maniglia cromata spesso associata ad auto di lusso.